# 第81独立空中機動旅団 (ウクライナ空中機動軍)
第81独立空中機動旅団（だい81どくりつくうちゅうきどうりょだん、ウクライナ語: 81-ша окрема аеромобільна бригада）は、ウクライナ空中機動軍の旅団。空中機動軍司令部隷下。

## 概要

### ドンバス戦争

第81旅団旗

2014年10月7日、ドンバス戦争の影響に伴い、第80独立空中機動旅団隷下の第3空中機動大隊（第122独立空中機動大隊に改編）、第95独立空中機動旅団隷下の第90独立空中機動大隊、第25独立空挺旅団の抽出人員を基幹にドネツィク州で創設された。
2014年11月からドンバス戦争で東部ドネツィク州に配備された。
2015年3月、自走砲大隊を基幹に第148独立自走榴弾砲大隊が創設された。

### ロシアのウクライナ侵攻

#### 東部・北ドネツク戦線
2022年2月24日、ロシアのウクライナ侵攻で東部ドネツィク州クラマトルシク地区に配備され、5月に遅滞防御でドネツィク州と接する北東部ハルキウ州イジューム方面まで撤退した。6月には第90独立空中機動大隊が防御していたスヴャトヒルシクが陥落した。
2022年6月28日、ウォロディミル・ゼレンスキー大統領より、勇気と勇敢さに対する栄誉賞を授与された。
2022年9月、東部ドネツィク州クラマトルシク地区に再配置され、第4即応旅団、クルチツキー大隊と合同で攻勢を開始し、ノヴォセリウカ、リマンを解放した。
2022年11月17日、第90独立空中機動大隊、第122独立空中機動大隊がウォロディミル・ゼレンスキー大統領より、勇気と勇敢さに対する栄誉賞を授与された。

#### 北東部・イジューム戦線
2022年2月24日、第90独立空中機動大隊が東部ドネツィク州と接する北東部ハルキウ州イジューム地区に配備され、イジュームをロシア軍の2個大隊戦術群に対して100人で防御したが、4月に陥落した。

#### 東部・セベロドネツク戦線
2022年2月24日、第122独立空中機動大隊が東部ルハーンシク州セヴェロドネツィク地区に配備されたが、7月までにルビージュネ、セヴェロドネツィク、リシチャンシクが陥落した。

#### 北部・スームィ戦線
2022年2月24日、第5大隊戦術群が北部スームィ州スームィ地区に配備され、25日までスームィを防御した。

#### 東部・バフムート戦線

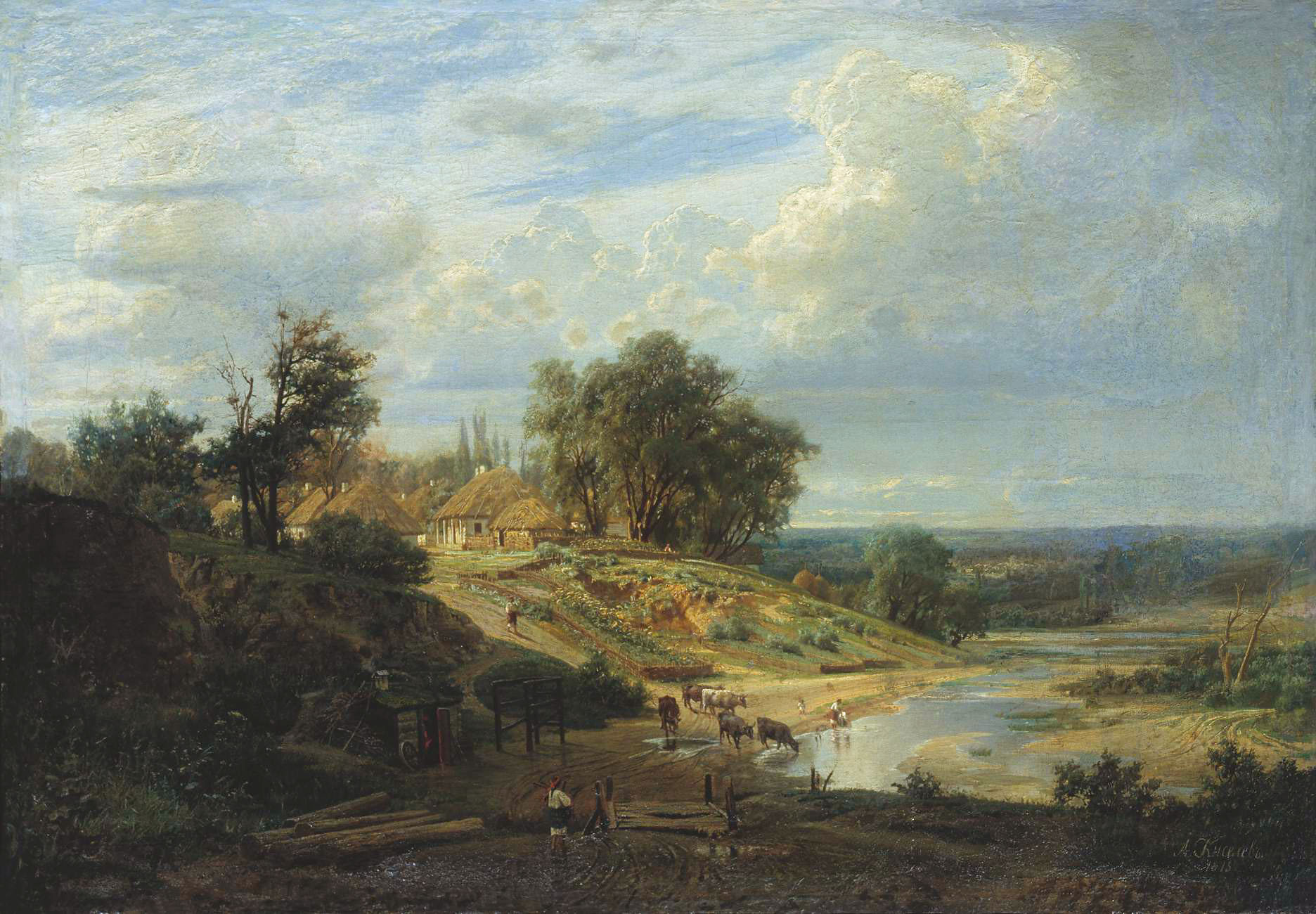
スロボジャーンシチナ

2023年2月、激戦地の東部ドネツィク州バフムート地区に再配置され、シヴェルシク東のビロホリウカ方面に展開した。
2023年11月21日、ウォロディミル・ゼレンスキー大統領より、名誉称号「スロボジャーンシチナ」を授与された。

## ギャラリー

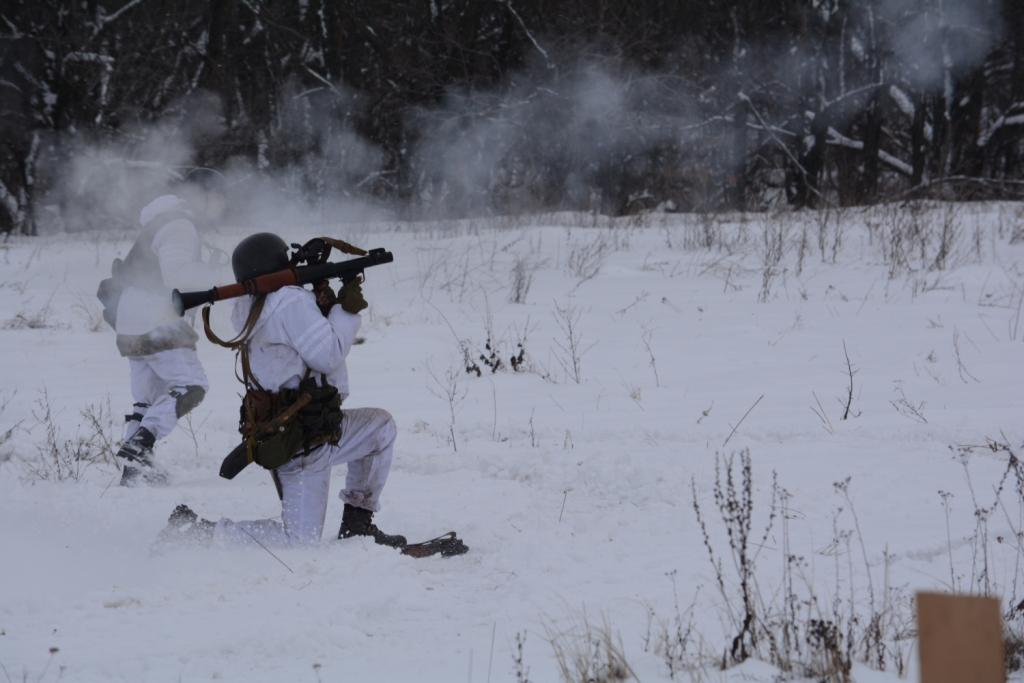
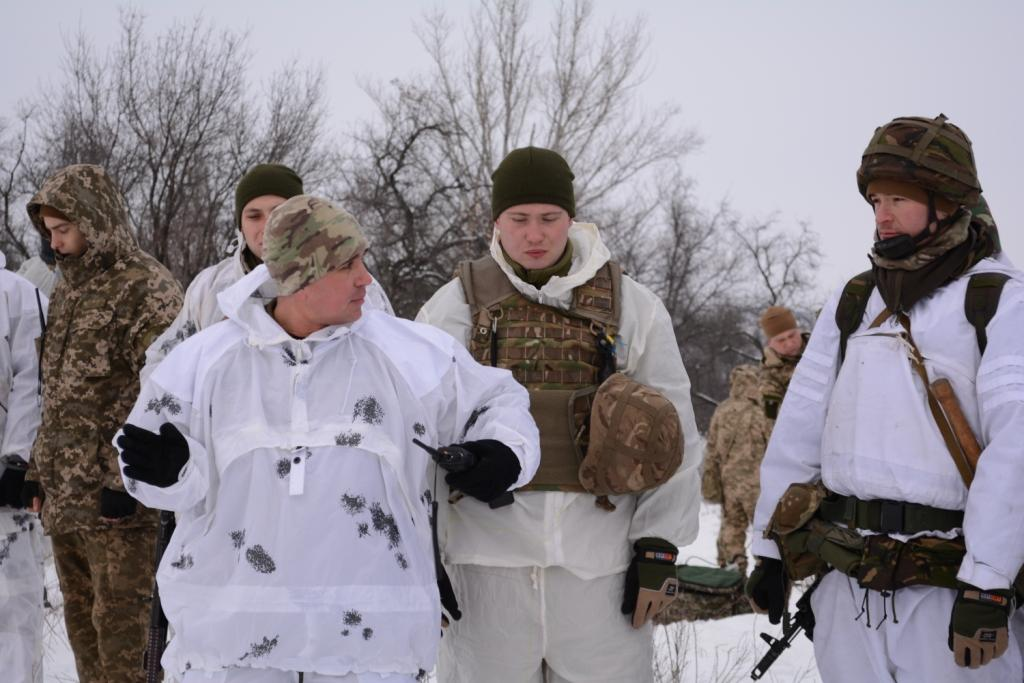
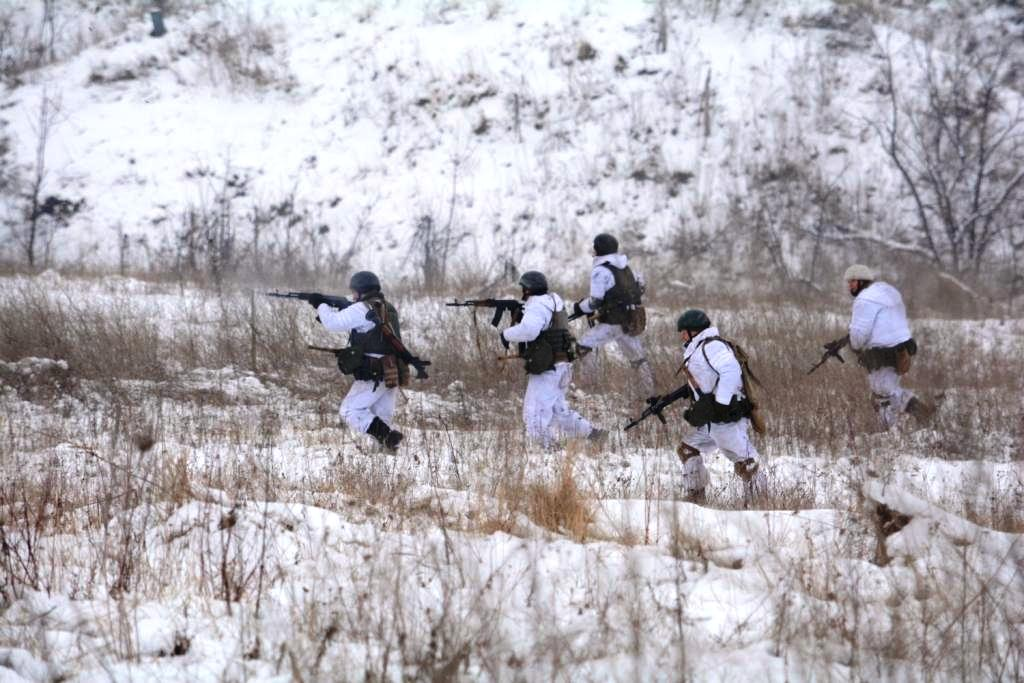
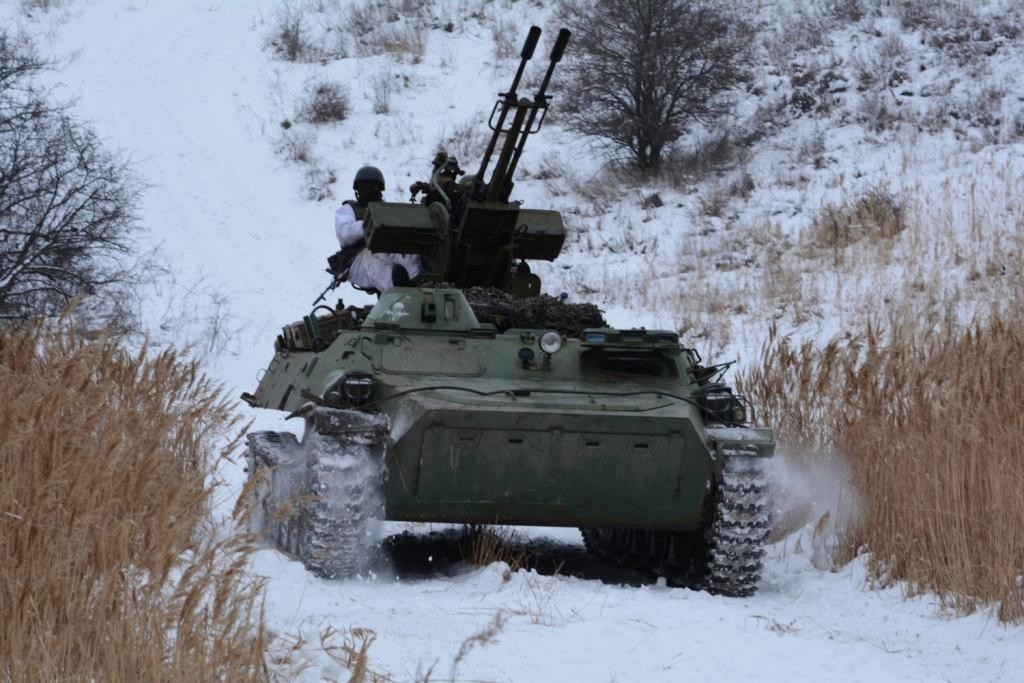

## 編制
- 旅団司令部（クラマトルスク）
- 第90独立空中機動大隊（コスティアンティニウカ）
- 第122独立空中機動大隊（ドルジュキウカ）
- 第5大隊戦術群（ウクライナ語版）（ポルタヴァ）
- 第1空中機動大隊
- 第2空中機動大隊
- 旅団砲兵群
  - 本部中隊
  - 自走砲大隊
  - 榴弾砲大隊
  - ロケット砲大隊
- 防空大隊
- 戦車中隊

- 偵察中隊
- 工兵中隊
- 着陸支援中隊
- 整備中隊
- 兵站中隊
- 通信中隊
- NBC防護中隊
- 衛生中隊
- 狙撃小隊